# Philodromus barmani
Philodromus barmani este o specie de păianjeni din genul Philodromus, familia Philodromidae, descrisă de Tikader, 1980. Conform Catalogue of Life specia Philodromus barmani nu are subspecii cunoscute.